# Protium gallosum
Protium gallosum är en tvåhjärtbladig växtart som beskrevs av Douglas C. Daly. Protium gallosum ingår i släktet Protium och familjen Burseraceae. Inga underarter finns listade i Catalogue of Life.